# Vermontska Republika
Vermontska republika, takrat uradno znana kot država Vermont, je bila neodvisna država v Novi Angliji, ki je obstajala od 15. januarja 1777 do 4. marca 1791. Država je bila ustanovljena januarja 1777, ko so se sestali delegati iz 28 mest in razglasili neodvisnost od jurisdikcij in zemljiških zahtev britanskih kolonij province Quebec (1763–1791), province New Hampshire in province New York. Republika je obstajala naslednjih štirinajst let, čeprav brez diplomatskega priznanja s strani katere koli tuje sile. 4. marca 1791 je bila sprejeta v Združene države kot zvezna država Vermont, pri čemer so ustava in zakoni neodvisne države še naprej veljali po sprejemu.
Delegati so prepovedali suženjstvo odraslih znotraj svoje republike, čeprav je vermontska ustava še naprej dovoljevala zasužnjevanje moških, mlajših od 21 let in žensk, mlajših od 18 let. Mnogi Vermontčani so sodelovali v ameriški revoluciji na strani revolucije, vendar konfederacijski kongres ni priznal neodvisnosti Vermonta (takrat znanega tudi kot New Hampshire Grants) zaradi ugovorov New Yorka, ki je imel nasprotujoče si premoženjske zahtevke. V odgovor na to so člani, ki so zastopali Vermont, vodili pogajanja o pridružitvi Provinci Quebec, ki so jih Britanci sprejeli in ponudili radodarne pogoje za ponovno združitev republike. Ko so se Britanci leta 1781 predali pri obleganju Yorktowna, pa je ameriška neodvisnost postala očitna. Vermont, ki je kasneje na treh straneh mejil na ozemlje ZDA, je končal pogajanja z Veliko Britanijo in se namesto tega pogajal o pogojih, da bi postal del Združenih držav.
Mnogi državljani so se raje zavzemali za politično združitev z Združenimi državami kot za popolno neodvisnost. Čeprav konfederacijski kongres ni dovolil sedeža za Vermont, je Vermont za promocijo svojih interesov angažiral Williama Samuela Johnsona, ki je zastopal Connecticut. Leta 1785 je generalna skupščina Vermonta Johnsonu podelila lastništvo nekdanjega King's College Tract kot obliko nadomestila za zastopanje Vermonta.

## Nadlajnje branje
- Bemis, Samuel Flagg (1916). Relations between the Vermont separatists and Great Britain, 1789–1791.
- Bellesiles, Michael A. (1993). Revolutionary Outlaws: Ethan Allen and the Struggle for Independence on the Early American Frontier.
- Bryan, Frank & McClaughry, John (1989). The Vermont Papers: Recreating Democracy on a Human Scale. Chelsea Green Publishing. ISBN 978-0-930031-19-0.
- Graffagnino, J. Kevin (1978). »'The Vermont 'Story': Continuity And Change In Vermont Historiography«. Vermont History. 46 (2): 77–99.
- Onuf, Peter S. (Marec 1981). »State-Making in Revolutionary America: Independent Vermont as a Case Study«. Journal of American History. 67 (4): 797–815. doi:10.2307/1888050. JSTOR 1888050.
- Orton, Vrest (1981). Personal Observations on the Republic of Vermont. Academy. ISBN 978-0-914960-30-0.
- Roth, Randolph A. (2003). The Democratic Dilemma: Religion, Reform, and the Social Order in the Connecticut River Valley of Vermont, 1791–1850.
- Shalhope, Robert E. (1996). Bennington and the Green Mountain Boys: The Emergence of Liberal Democracy in Vermont, 1760–1850. A standard scholarly history.{{navedi knjigo}}:  Vzdrževanje CS1: postscript (povezava)
- Van de Water, Frederic Franklyn (1974). The Reluctant Republic: Vermont 1724–1791. The Countryman Press. ISBN 978-0-914378-02-0.
- The Constitution of the State of Vermont: A Facsimile Copy of the 1777 Original. The Vermont Historical Society. 1977.